# Родриго Альварес де лас Астуриас
Родриго Альварес де лас Астуриас (исп. Pedro Álvarez de las Asturias; ок. 1260 — ок. 1334) — кастильский дворянин, граф де Норенья и Хихон, наставник будущего Энрике II Кастильского и сеньор городов Альянде, Сьеро, Колунга, Льянес и Рибадеселья.
С 1287 года он занимал должность командора земель монастыря Сан-Висенте-де-Овьедо. В 1318 году он получил энкомьенды Авилес и, по крайней мере с 1314 года, Овьедо; в 1325 году он получил энкомьенды епископских земель Льянера и Лас-Регерас, а в 1329 году он получил во владение замки Собрескобио и Госон от Ордена Сантьяго.

## Юность и ранние годы
Сын Педро Альвареса де лас Астуриаса (+ 1286), который во время правления Альфонсо X занял пост королевского майордома, и Санчи Родригеса де Лара. Родриго стал одной из ведущих фигур в кастильской политике во времена правления королей Фердинанда IV и Альфонсо XI.
После смерти своего брата Педро Родриго унаследует обширные юрисдикционные поместья Альварес-де-лас-Астуриас, среди которых лорды Норенья и Хихон занимали видное место из-за своего стратегического положения в регионе.
Амбициозный и предприимчивый, Родриго Альварес де лас Астуриас не колеблясь переходил на другую сторону и поддерживал ту или другую сторону в зависимости от обстоятельств. Таким образом, во время несовершеннолетия короля Фердинанда IV он поддержал инфанта Хуана в осаде Овьедо, после того как последний объявил себя королем Леона. Однако город Овьедо выдержал осаду, и силам повстанцев пришлось отступить.
Со своей стороны, королева-регент Мария де Молина немедленно начала усилия по привлечению Родриго Альвареса на свою сторону, поскольку его владения в Астурии сделали его ключевым человеком в контроле над ситуацией. В обмен на сотрудничество Родриго получил города Хихон, Альланде, Льянес и Рибадеселья.

## Кастильская политика
Так началась политическая карьера Родриго Альвареса, который в последующие годы, отчасти благодаря влиянию инфанта Хуана при дворе, получил титул главного аделантадо де Астуриас-и-Леон, а в 1308 году — главного аделантадо Галисии.
После смерти Фердинанда IV в Кастилии начался новый период нестабильности, когда Альфонсо XI был несовершеннолетним; на этот раз Родриго склонялся к партии во главе с Марией де Молиной и инфантом Педро и против своего бывшего сторонника инфанта Хуана, который немедленно попытался поживиться в неспокойное время. Фактически, он фигурирует в пактах, подписанных с инфантами Хуаном Мануэлем и Филиппом, чтобы спасти регентство, и он был частью войск, которые подавили восстания, последовавшие за пактами, которые принесли ему титул главного майордома.
На протяжении всего правления Альфонсо XI Родриго Альварес всегда оказывался эффективным и верным сторонником своего короля, неоднократно сопровождая его или выступая в качестве посредника с различными партиями знати, которые пытались поставить монарха в затруднительное положение. Он также принимал участие в битве при Тебе против Гранадского эмирата (1330) и участвовал в походах на Гибралтар и Севилью.
Его приверженность королю была такова, что он ему отдал своего внебрачного сына Энрике на воспитание. Он женился на Изабель де ла Серда, внучке инфанта Фернандо де ла Серда, от которой у него не было детей. По этой причине он объявил будущего Энрике II универсальным наследником всех его активов, который через несколько лет будет использовать свои владения в Астурии в качестве базы для своего нападения на трон.

## Астурийская политика
Однако именно в Астурии сильнее всего ощущались фигура и вес Родриго Альвареса. Уже в 1310 году он предоставил жителям Сьеро привилегию, чтобы они исполняли городскую хартию, обнародованную Альфонсо X.
Его столкновения с церковью Овьедо за контроль над регионом были особенно важны. Церковь Сан-Сальвадор с годами стала одним из крупнейших владельцев в Астурии. Для этого он не гнушался использовать имеющиеся у него на службе вооруженные отряды, действовавшие из замков Тудела и Приорио.
В 1315 году, воспользовавшись тем, что Родриго Альварес, который в то время руководил Овьедо, организовал на юге оборону от бенимеринов, епископ Овьедо Фернандо Альварес попытался заставить собор принять очень выгодное для церкви с точки зрения налогов и означало бы увеличение церковной власти за счет собора.
Родриго Альварес представил этот вопрос кортесам, которые были созваны в 1315 году в Бургосе для решения вопроса о регентстве, пытаясь избежать формирования сильной власти в этом районе. Кортесы признали недействительными подписанные соглашения, и вскоре мы находим Родриго в Астурии, осаждающим замок Тудела и окончательно улаживающим проблемы с епископством.
Позже Родриго выступал в качестве арбитра в различных конфликтах, возникавших между советами, епископством и другими силами в регионе, таких как налоговые споры между Овьедо и Хихоном.

## Завещание

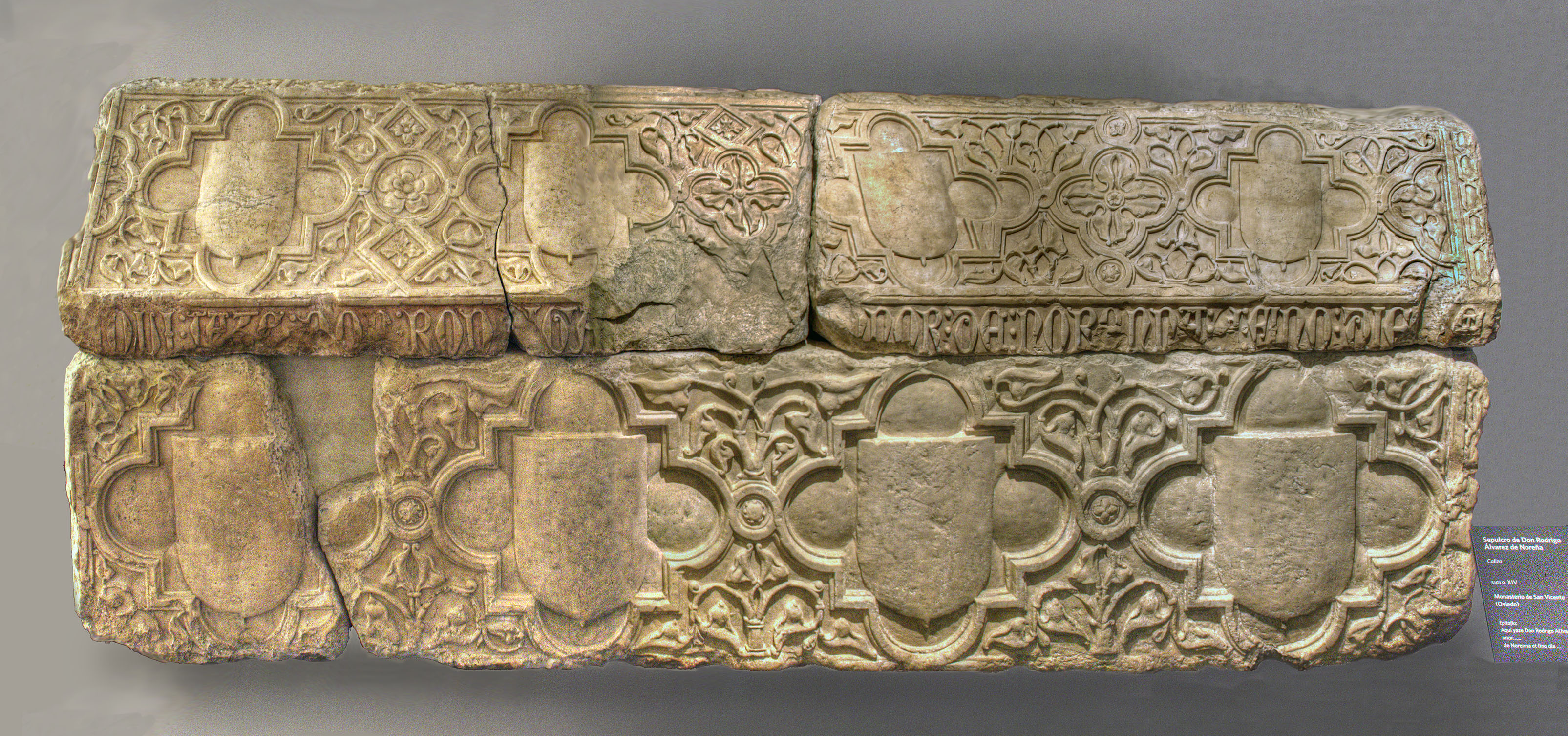
Могила Родриго Альвареса де лас Астуриас в Археологическом музее Астурии

В 1331 году Родриго Альварес составил завещание нотариусу Хихона Альфонсо Николасу в его владениях в Лильо, в Леоне. В этом документе подробно описаны его владения и многочисленные пожертвования монастырям и церкви. Когда он умер, не оставив прямых потомков (его единственный сын, Альвар Диас, был незаконнорожденным и умер в детстве), завещание первоначально было предоставлено в пользу его племянника Феррана Родригеса де Вильялобоса, хотя позже он изменил его в пользу своего ученика Энрике, внебрачного сына Альфонсо XI.
Родриго Альварес де лас Астуриас умер около 1334 года. Его тело было погребено в монастыре Сан-Висенте, комендантом которого он был, в резной гробнице, жемчужине астурийской готики, сегодня в Археологическом музее Астурии.